# Millennium - Quello che non uccide
Millennium - Quello che non uccide (The Girl in the Spider's Web) è un film del 2018 diretto da Fede Álvarez.
La pellicola è il sequel di Millennium - Uomini che odiano le donne (2011) e l'adattamento cinematografico dell'omonimo romanzo scritto da David Lagercrantz, seguito della saga Millennium di Stieg Larsson.

## Trama
Due bambine, una bionda e una mora, giocano a scacchi finché non vengono chiamate dal loro padre nella sua camera. L'uomo ha accanto a sé una bombola e un sacco di lattice e chiede alle due di avvicinarsi ma solo la bionda lo fa e lui le propone un gioco: la mora impaurita porta via la sorella di corsa verso la loro stanza; vengono raggiunte dal padre ma solo la bionda Camilla torna da lui mentre Lisbeth fugge lanciandosi dal balcone verso la foresta innevata.
Ai giorni nostri un uomo ha appena picchiato sua moglie e cerca di scusarsi con lei, all'improvviso le luci si spengono, l'uomo le riattiva ma alle sue spalle è comparsa una figura incappucciata che lo immobilizza in una trappola e comincia a elencare tutte le sue malefatte: infatti è sotto processo per aver picchiato delle prostitute ma è stato assolto ancora una volta. La donna misteriosa riesce a entrare nel cospicuo conto corrente dell'uomo e a darne una parte alle prostitute che egli ha maltrattato e l'altra alla moglie picchiata, che prende la figlia e scappa da quella casa. Per assicurarsi che l'uomo non commetta di nuovo gli stessi crimini, la ragazza incappucciata lo minaccia di diffondere un video compromettente. La ragazza incappucciata è Lisbeth Salander. Intanto, al Millennium, Mikael Blomkvist non scrive più pezzi da quando, tre anni prima, scrisse l'articolo che rese grande il suo giornale, quello su Alexander Zalachenko e sua figlia Lisbeth.
Lisbeth viene contattata da un certo Frans Balder, un ingegnere informatico/crittografo che lavorava negli Stati Uniti per l'agenzia di sicurezza nazionale in analisi in sistemi di difesa nucleare; l'uomo, in compagnia del figlio, la incontra e le chiede di recuperare un file di nome FireFall che dà accesso ai codici degli armamenti nucleari e non può essere copiato ma solo trasferito. La ragazza accetta ma la conversazione viene intercettata. Nel suo appartamento l'abile cracker riesce a entrare nel sistema dell'Agenzia di sicurezza nazionale degli Usa e a recuperare il file, anche se viene scoperta solo dall'agente Neeham che parte subito per Stoccolma, ma viene attaccata e ferita da dei sicari che le portano via il computer col programma e innescano una bomba che le distrugge la casa; la ragazza riesce a salvarsi buttandosi nella vasca da bagno e poi fugge sulla sua moto, inseguita dalla polizia. Alla sede della SÄPO, l'agenzia di sicurezza svedese, Balder parla con l'agente Grane credendo che Lisbeth abbia rubato il file per sé e chiede aiuto a lei per recuperarlo; successivamente Grane interroga Neeham, che è stato fermato all'aeroporto appena arrivato in Svezia, intimandogli di non immischiarsi nell'indagine oppure l'avrebbe arrestato e rimandato in America, ma lui non ascolta e si reca nell'appartamento bruciato di Lisbeth per trovare un modo per contattarla e trova il braccialetto di Sofia, una sua amante.
Mikael sta uscendo dal giornale quando viene bloccato sull'ascensore e nel palazzo speculare al suo vede Lisbeth che gli chiede un aiuto per scoprire chi le ha rubato il file, gli lascia una foto del sicario e poi scompare. La ragazza si reca da Plague, un esperto hacker a cui si rivolge quando ha bisogno di assistenza e rintraccia la casa sicura in cui si trova Balder per salvarlo dai sicari che vorranno rapirlo per chiedergli la password del file dato che solo lui sa come aprirlo; così Lisbeth si reca nel luogo più vicino alla casa dell'ingegnere per proteggerlo piazzando anche una telecamera di sicurezza. Mikael intanto incontra l'agente Grane in un bar per dirle di cercare l'uomo della foto e non Lisbeth, ma lei non lo ascolta, ma in quel mentre nota una cosa che prima gli era sfuggita: il sicario ha un tatuaggio sulla mano di un ragno e chiede a Erika delle informazioni ulteriori che lo portano da un certo Milos Meer che ha lo stesso tatuaggio sulla fronte.
L'uomo racconta a Mikael che quel segno è il marchio di un gruppo chiamato "Spiders" e gli rivela che quella nella foto viene chiamato Otravita e che è il peggiore di tutti. Mikael contatta Lisbeth per avvertirla della pericolosa banda. Intanto l'agente Neeham riesce a trovare Sofia nel locale dove lavora, le chiede di parlare con Lisbeth e la convince a darle un contatto per rintracciarla ottenendo un cellulare, loro unica forma di contatto; l'agente così ne rintraccia la posizione ma Lisbeth si era già messa d'accordo con Sofia nel dare quel cellulare all'americano per dargli una falsa pista e portarlo in un altro luogo.
Mikael riesce a capire che il sicario è un russo (dato che Otravita vuol dire avvelenatore in russo) e ricorda grazie alla foto nell'articolo da lui scritto che faceva parte della banda di Alexander Zalachenko, il padre di Lisbeth. Nel mentre il sicario della foto, che dice di chiamarsi Holster, uccide gli agenti della polizia a protezione della casa di Balder e sta entrando nella casa per ucciderlo. Lisbeth corre a salvarlo ma dopo una feroce lotta Holster le inietta un siero che la paralizza e usa la sua mano per impugnare la pistola e uccidere l'ingegnere, la lascia a terra e porta via il figlio di Balder, August. Lisbeth riesce a riprendersi e cerca di salvare il bambino rintracciando la targa della macchina usata da Holtser. Raggiunti su un ponte levatoio Lisbeth hackerizza il sistema operativo della macchina facendola fermare e scappa con August, facendo alzare il ponte così da non essere inseguiti; prima di partire Lisbeth si gira e vede dall'altra parte una donna bionda vestita di rosso che la fissa.
La ragazza porta il bambino in un luogo isolato in mezzo a una foresta e lì capisce che è August ad aver creato la password per entrare nel programma del padre, essendo lui un ragazzino geniale quindi è sempre stato lui il bersaglio dei sicari. Neeham arriva al luogo dove è morto Balder per indagare ma viene scoperto da Grane che lo arresta dato che non ha rispettato il loro accordo; Mikael viene a sapere dai media dell'accusa su Lisbeth e, ricevuto un fax su dove si trovi, corre da lei che le racconta che a capo degli Spiders, che una volta erano l'organizzazione di suo padre, c'è sua sorella Camilla. I due vogliono riportare August da sua madre a San Francisco e per questo vogliono l'aiuto dell'agente Neeham; la ragazza allora va all'aeroporto e, entrando nel sistema informatico della struttura, riesce a liberare l'americano e a ricattarlo per riportare August in America. Nel frattempo August riceve una chiamata dal cellulare del padre e rispondendo permette a Holtser di rintracciarlo: Lisbeth torna al rifugio, ma ad attenderla ci sono Camilla e i suoi scagnozzi che prendono il bambino, ma lei e Mikael riescono a scappare. Raggiunti Plague e Neeham, Lisbeth rintraccia August grazie a un pezzo degli scacchi con trasmittente che gli aveva regalato e scopre che Camilla l'ha portato nella loro casa d'infanzia così parte per salvarlo.
Mikael intanto va dalla Grane per chiederle aiuto, ma, dalla loro conversazione, capisce che è lei che vuole comprare da Camilla il file e viene catturato. Lisbeth riesce a entrare senza farsi notare ma la sorella aveva scoperto la trasmittente e l'ha fatta arrivare in un bagno dove è iniettato un gas soporifero per avvelenarla e viene attaccata da alcuni uomini che la catturano. Al suo risveglio Camilla chiede a Lisbeth di convincere August a darle il codice ricattandola con la tortura e poi la minaccia di morte di Mikael portato qui da Grane; il bambino svela la password e Camilla uccide Grane perché vuole tenere il file per sé stessa. Camilla porta Lisbeth nella vecchia stanza del padre e la sottopone alla tortura che di solito lui dava a lei, cioè il soffocamento dentro una tuta di lattice, raccontandole di cosa le fece il padre da quando lei era scappata; alla fine le tappa l'unica via respiratoria con della cera e le dice addio. Prima che possano uccidere Mikael, August Plague e Neeham riescono a uccidere gli Spiders permettendo a Mikael di scappare e a August di avvelenare Holtser prima che cada dall'edificio rompendosi una gamba; il trambusto spaventa Camilla che scappa con il computer permettendo a Lisbeth di liberarsi e correre a inseguire la sorella.
Holster vaga per la foresta, ormai cieco e con una gamba rotta, arrivando sul ciglio della strada dove viene investito dalla macchina in cui sta fuggendo Camilla facendola schiantare e morendo sul colpo; Camilla ferita scappa inseguita da Lisbeth fino a un'altura dove la bionda l'accusa di essere stata lei la causa delle sue malefatte essendo stata l'unica donna che non ha aiutato scegliendo di non salvarla; così lascia il computer e compie quel salto che non riuscì a fare 16 anni prima. Neeham arriva al luogo dello scontro tra le due sorelle ma di loro nessuna traccia, trova solo il computer in cui dovrebbe esserci il file ma questo è stato cancellato da Lisbeth come desiderava Balder. Passano dei giorni: August è tornato in America da sua madre, Mikael ha finito il suo articolo sull'accaduto ma decide di cancellarlo per evitare di commettere lo stesso errore di una volta e Lisbeth torna alla casa dove è cresciuta e le dà fuoco scomparendo poi sulla sua moto nella notte.

## Produzione
Il 4 novembre 2015 la Sony Pictures Entertainment annuncia i piani per una nuova serie di film basati sulla saga di Millennium, partendo dal romanzo Quello che non uccide; Rooney Mara, Daniel Craig e David Fincher, protagonisti e regista di Millennium - Uomini che odiano le donne, non faranno parte del progetto.
Le riprese del film sono incominciate nel gennaio 2018 a Berlino e sono terminate nell'aprile seguente a Stoccolma.A fronte di un budget di 43 mln di dollari il film non ha avuto il successo sperato guadagnando nel mondo solo 35 mln di dollari.

## Promozione
Il primo trailer del film viene diffuso il 7 giugno 2018.

## Distribuzione
Il film è stato presentato alla Festa del Cinema di Roma 2018 il 24 ottobre ed è stato distribuito nelle sale cinematografiche statunitensi a partire dal 9 novembre 2018, mentre in quelle italiane dal 31 ottobre dello stesso anno.

## Riconoscimenti
- 2019 - Filming Italy Best Movie Award[6]
  - Social Young International Award a Sylvia Hoeks
- 2019 - London Critics Circle Film Awards
  - Candidatura per la migliore attrice britannica dell'anno a Claire Foy